# Bernard Berenson

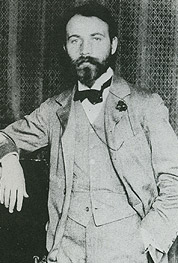
Bernard Berenson in den 1890er Jahren

Bernard Berenson (* 26. Juni 1865 in Butrimonys, jetzt Rajongemeinde Alytus, Litauen; † 6. Oktober 1959 in Fiesole bei Florenz) war ein amerikanischer Kunsthistoriker, Kunstsammler und Schriftsteller. Er war einer der ersten Historiker, die sich auf die italienische Renaissance spezialisierten. Berenson gehört zu den Begründern des internationalen Kunstmarkts für die Alten Meister.

## Leben
Berenson wurde als Bernhard Valvrojenski in eine jüdische Familie geboren, die 1875 aus Litauen nach Boston emigrierte, wo die Familie den Namen „Berenson“ annahm. Er studierte an der Harvard University und beendete sein Studium mit einer Arbeit über Gogol.
Nach dem Harvard-Abschluss wurde er von Isabel Stewart Gardner, die ein sicheres Gespür für Talente und Begabungen hatte, beauftragt, in Europa nach Kunstwerken für ihre Sammlung Ausschau zu halten. Berenson gab in den nächsten drei Jahren für Kunstgegenstände rund drei Millionen Dollar aus, in einer Zeit, die noch keinen Sinn für religiöse Kunst des späten Mittelalters und der Renaissance hatte und in der es folglich keinen entsprechenden Markt gab, Bilder also nicht teuer waren. Während seines Europaaufenthaltes lernte er Mary Smith Costelloe kennen, eine verheiratete Frau mit zwei Kindern, mit der er ab jetzt zusammenlebte und ein unruhiges Wanderleben führte. Das Paar lebte für die nächsten zehn Jahre, bis die Verbindung nach dem Tod von Marys Ehepartner legalisiert werden konnte, vereinsamt und unter schwierigen Bedingungen, da nur wenige Freunde die Verbindung tolerierten. Mary war die Schwester von Logan Pearsall Smith und Alys Pearsall Smith, der ersten Frau des Philosophen Bertrand Russell. 

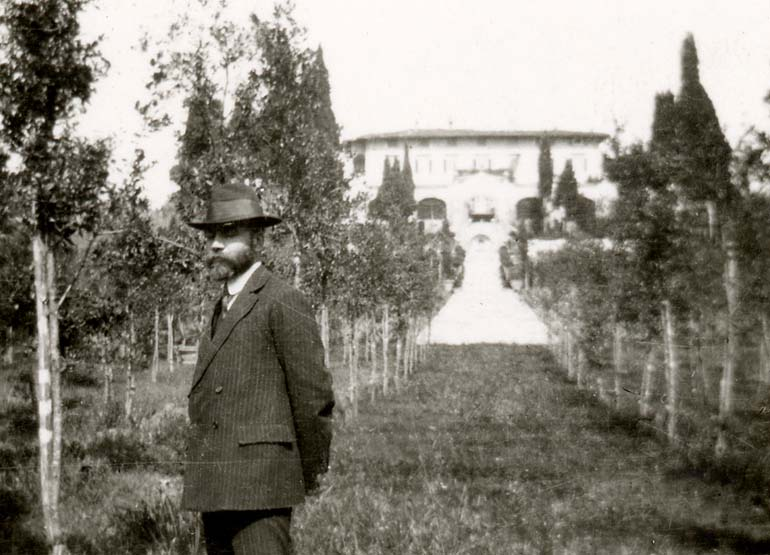
Bernard Berenson im Garten seines Hauses Villa I Tatti, 1911

Ab 1900 wohnte das Paar in der Villa I Tatti in Fiesole bei Florenz, wo Berenson die meiste Zeit seines Lebens verbrachte. Die Villa wurde bald zu einem Ziel amerikanischer und europäischer Kunstkenner, Sammler und Kunstmäzene und zu einem lebhaften Treffpunkt der Florentiner Gesellschaft. Hier besuchten ihn auch Gertrude und Leo Stein. Letzteren, der auf der Suche nach interessanter moderner Malerei war, regte Berenson bei einem Parisbesuch zu seiner Epoche machenden Sammeltätigkeit an, indem er ihm 1903 die Frage stellte: „Kennen Sie Cézanne?“.

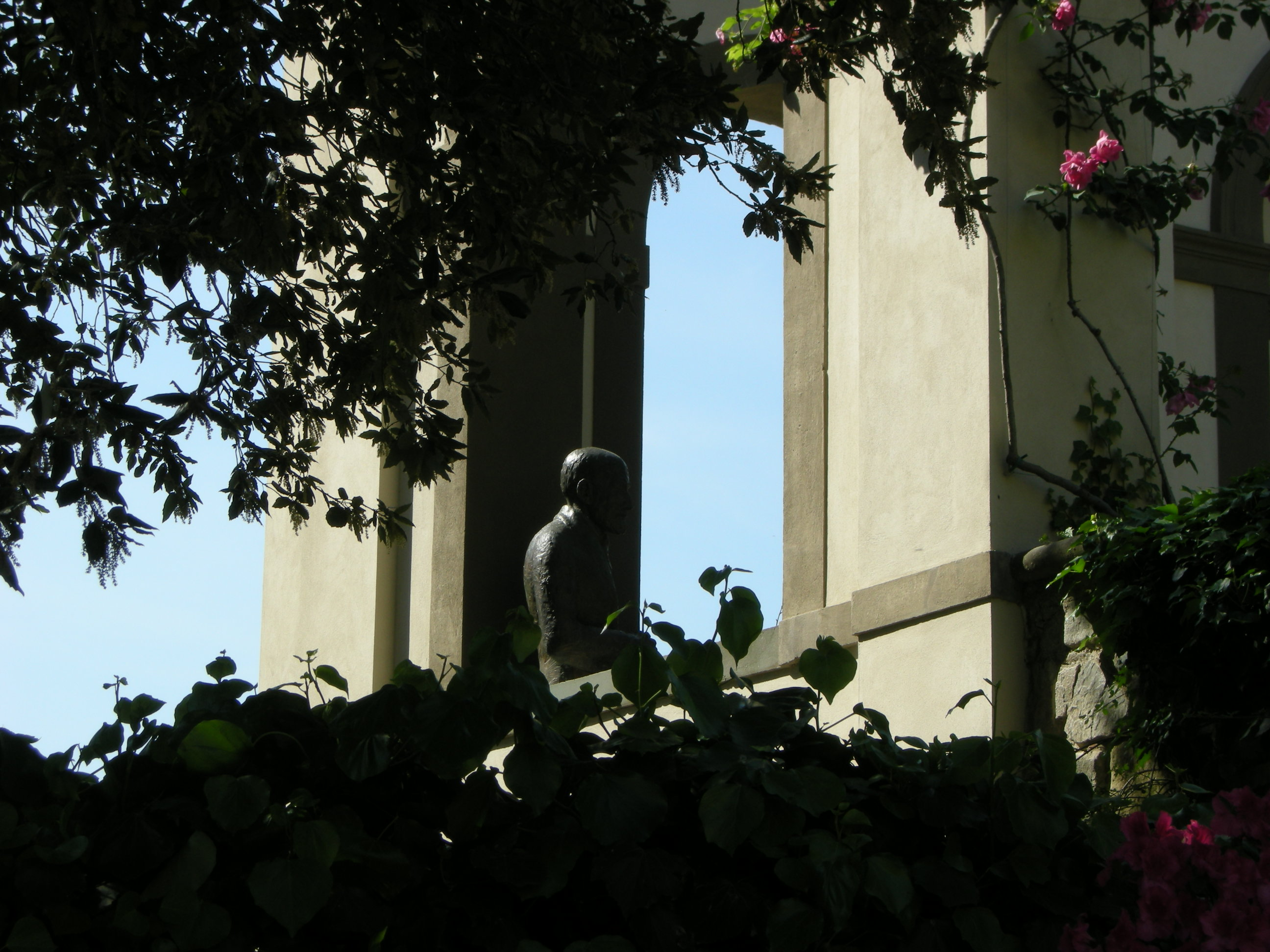
Skulptur von Bernard Berenson in einer Loggia der Villa I Tatti (Fiesole)

Obwohl er überwiegend in Italien lebte, legte Berenson seine amerikanische Staatsbürgerschaft nie ab, allerdings konvertierte er während des Krieges zum Katholizismus. Auch während des Faschismus in Italien, während der Anwesenheit der Deutschen in der letzten Phase des Krieges, als die Villa zwischen die Frontlinien der Amerikaner und der faschistischen Truppen geriet, blieben Berenson, seine Villa und seine Bibliothek unbehelligt, er und Mary fanden Zuflucht bei einem italienischen Adligen.
Berenson hat seine Tagebücher unter dem Titel Rumor and Reflection und Sunset and Twilight veröffentlicht sowie eine Selbstbiographie unter dem Titel Sketch for a Self-portrait. 
Unter seinen Freunden war der amerikanische Schriftsteller Ray Bradbury, der über seine Freundschaft mit Berenson im Wall Street Journal und in seiner Aufsatzsammlung Yestermorrow geschrieben hat.

## Der Kunstkenner
Unter den amerikanischen Kunstsammlern des frühen 20. Jahrhunderts galt Berenson als unumstrittene Autorität bei der Einschätzung und Zuschreibung von Kunstwerken der Renaissance. Berensons Urteil über Urheber und Echtheit eines Kunstwerks ließ dessen Wert steigen oder fallen. Während seine Wertungen, die sich weniger auf Fakten und Daten, sondern auf die Intuition und die Erfahrung des intensiv vergleichenden „Kenners“ stützten – Berenson war ein typischer Connaisseur – und seine Urteile bei europäischen Sammlern und Kunstwissenschaftlern umstritten blieben, spielte er eine bedeutende Rolle als Berater amerikanischer Kunstsammler, wie z. B. von Isabella Stewart Gardner, die einen Lotsen durch den unübersichtlichen Markt der in Mode gekommenen Kunst der Renaissance benötigten. Berensons Urteil wurde von seinen Auftraggebern unbesehen akzeptiert, 5 Prozent Kommission jeweils für seine Dienste machten ihn zu einem reichen Mann.
Sein erstes Buch, das 1894 veröffentlichte Werk Venezianische Maler der Renaissance mit einem Verzeichnis ihrer Werke, war mit seiner Mischung aus Kennerschaft und systematischen Ansätzen außerordentlich erfolgreich. 
Der Band Florentiner Maler der Renaissance von 1896 wurde von dem amerikanischen Philosophen und Psychologen William James wegen der Einführung psychologischer Kategorien in die Interpretation von Werken der Bildenden Kunst gelobt. Ein Jahr später erschien The Central Italian Painters of the Renaissance. Nach einer Pause von fünf Jahren kam Berensons Buch The Drawings of the Florentine Painters heraus, das bis heute als sein fundiertestes und wichtigstes Werk angesehen wird. In seinem nächsten Werk – The North Italian Painters of the Renaissance von 1907 – fällte er ein vernichtendes Urteil über den Manierismus, für den er, als Liebhaber der auf die Antike sich beziehenden Kunst der Früh- und Hochrenaissance, kein Verständnis aufbrachte.
Berensons frühere Publikationen fanden Eingang in The Italian Painters of the Renaissance, das erstmals 1930 erschien, in viele Sprachen übersetzt wurde und in mehreren Neuauflagen nachgedruckt wurde.

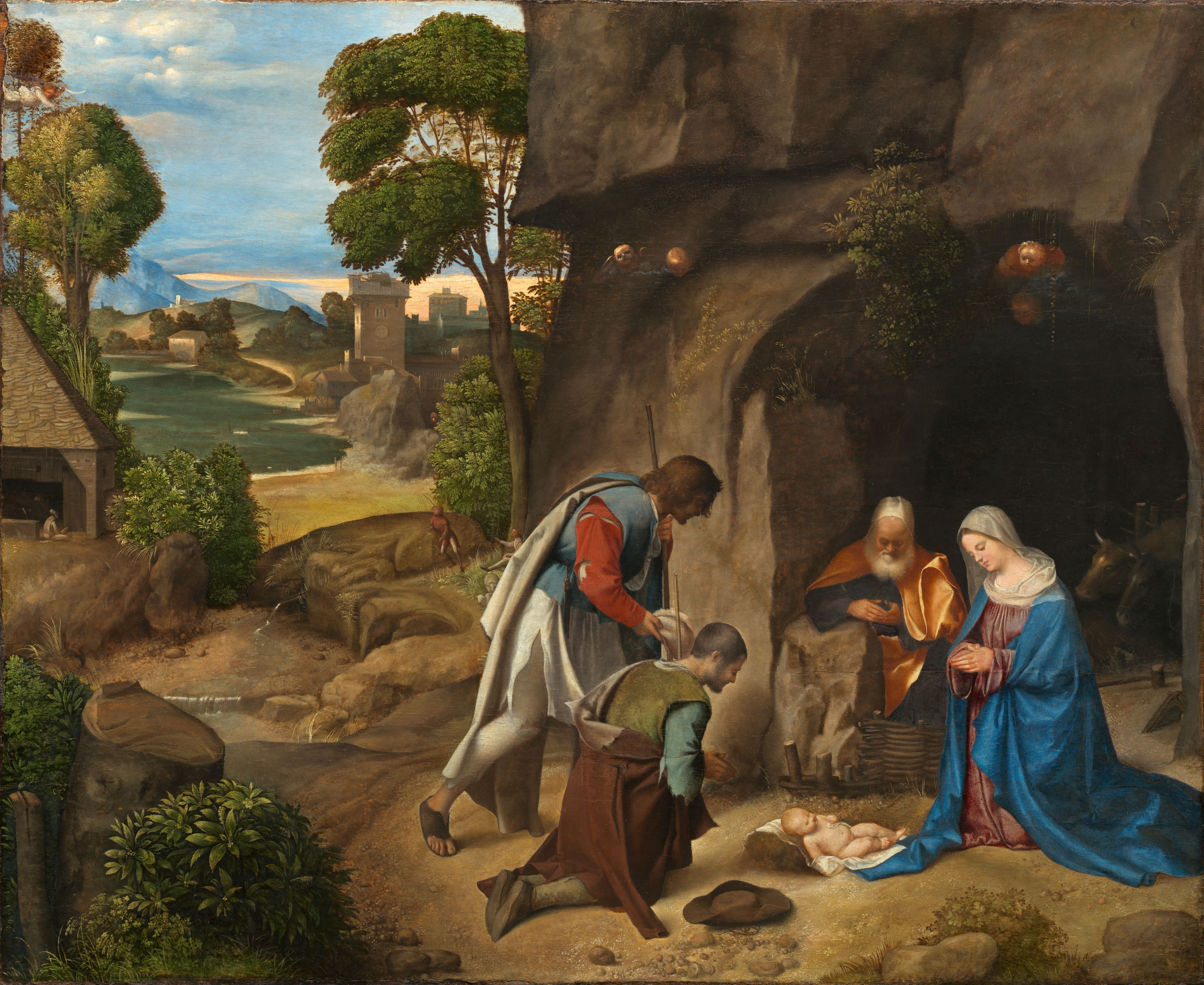
Giorgione: The Allendale Nativity, von Berenson Tizian zugeschrieben

1912 ging Berenson ein geheimes Übereinkommen mit dem englischen Kunsthändler Joseph Duveen ein, dem einflussreichsten Kunsthändler seiner Zeit. Duveen stützte sich in Verhandlungen über den Verkauf von Kunstwerken an reiche aber unerfahrene Sammler auf Expertisen Berensons. Die für beide Seiten vorteilhafte Zusammenarbeit endete abrupt über einen Streit, der sich an Berensons Zuschreibung der so genannten Allendale Nativity (Anbetung der Hirten) entzündet hatte. Duveen hatte das Bild an den amerikanischen Philanthropen und Kunstmäzen Samuel H. Kress als Werk Giorgiones verkauft, während Berenson es für einen frühen Tizian hielt. Heute gilt das Werk allgemein als Bild Giorgiones. Nach dem Bruch mit Duveen war Berenson als Berater für verschiedene andere Kunsthändler tätig, vor allem für Daniel Wildenstein.

### Die Villa I Tatti in Fiesole

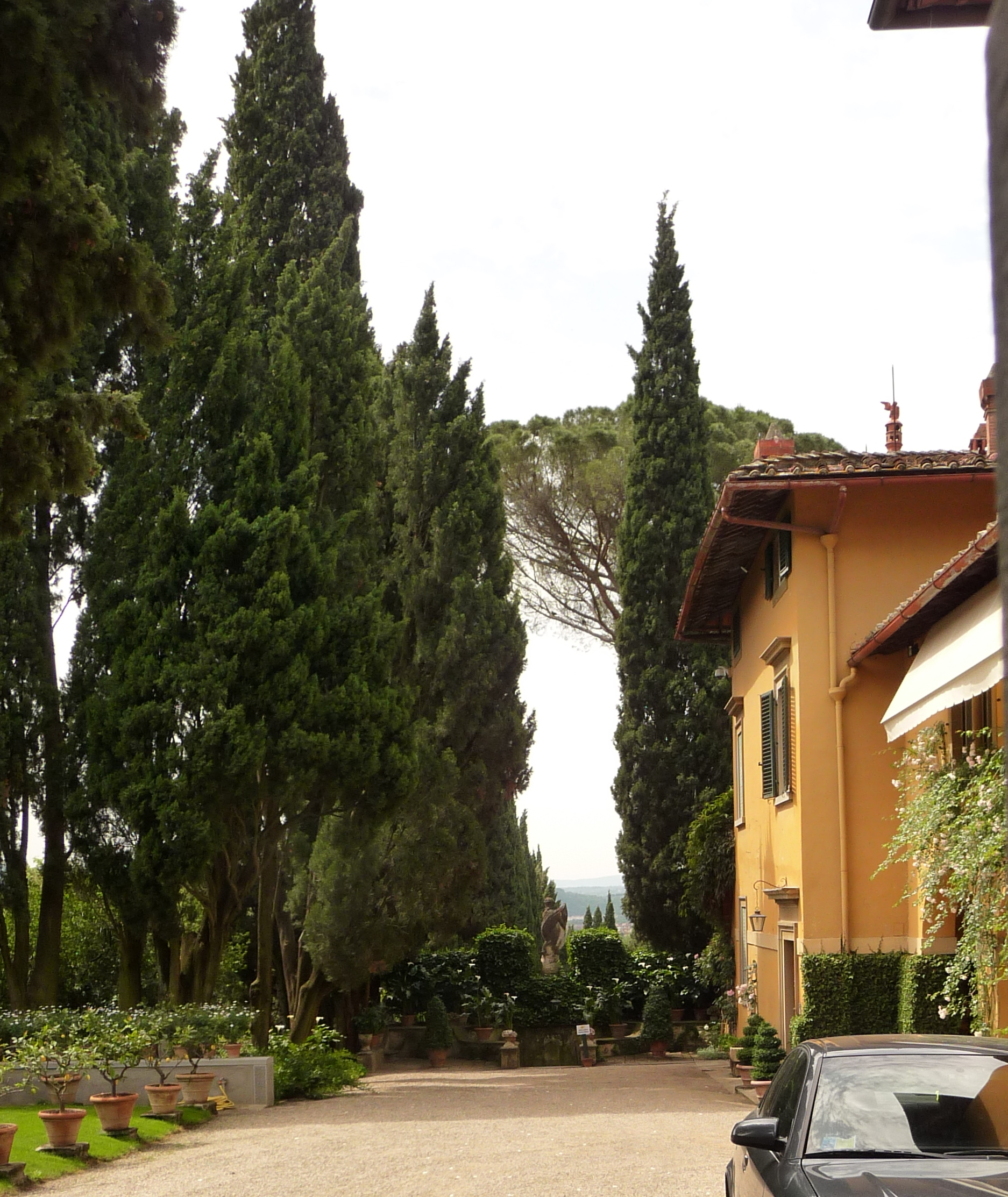
Villa I Tatti in Fiesole

Von 1890 bis 1921 kaufte Berenson zu meist niedrigen Preisen von Händlern Bilder, die aus Kirchen, Klöstern und Adelspalästen stammten. Im Jahr 1900 bezog Berenson die Villa I Tatti in Fiesole, die er bis zu seinem Tod 1959 bewohnte.
Seine Sammlung zeigt einen Querschnitt durch die religiöse Kunst Italiens vom 12. Jahrhundert bis zur Renaissance. Berenson arrangierte die Kunstgegenstände nicht nach historischen Gesichtspunkten, nach Themen oder anderen museumsgemäßen Grundsätzen, sondern setzte sie nach rein ästhetischen Prinzipien zueinander in Beziehung. Das Ensemble in den historischen Räumen der Villa, geprägt durch den Geschmack des Connaisseurs, spiegelt die Persönlichkeit des Sammlers. Da Berenson nur selten Bilder verkaufte, diese immer an ihrem Platz blieben, sind die meisten von ihnen vorzüglich erhalten.
In seinem Testament vermachte er die Villa einschließlich seiner privaten Kunstsammlung, seiner Bibliothek und der umfangreichen Fotosammlung der Universität Harvard. Harvard sollte in der Villa ein Studienzentrum für junge Wissenschaftler aus aller Welt einrichten und ihnen dort die Gelegenheit bieten, ihre Forschungen in den Geisteswissenschaften (humanities) fortzusetzen und zu vertiefen. 
Heute erhalten jedes Jahr 12 bis 15 Postdoc-Stipendiaten aus aller Welt Gelegenheit, am Studienzentrum zu forschen, dazu werden regelmäßig junge italienische Nachwuchswissenschaftler an das Studienzentrum eingeladen.

## Ehrungen und Auszeichnungen
- 1920 Assoziiertes Mitglied der Königlichen Akademie der Wissenschaften und Schönen Künste von Belgien[5]
- 1922 Mitglied der American Academy of Arts and Letters[6]
- 1955 Ehrendoktor der Universität Florenz und der Sorbonne, Paris.[7]
- 1958 Mitglied der American Academy of Arts and Sciences

## Schriften
- Venetian Painters of the Renaissance. 1894.

deutsch: Venezianische Maler der Renaissance mit einem Verzeichnis ihrer Werke. München: Wolff 1925.
- Lorenzo Lotto: An Essay in Constructive Art Criticism. 1895.
- Florentine Painters of the Renaissance. 1896.

deutsch: Die florentinischen Maler der Renaissance. Übersetzung von Otto Damman. Oppeln, Leipzig: Maske 1898.
- The Central Italian Painters of the Renaissance. 1897.

deutsch: Die Mittelitalienischen Maler der Renaissance. Aus dem Engl. von Robert West. München: Wolff 1925.
- The Sense of Quality: Study and Criticism of Italian Art. 1901.

deutsch: Italienische Kunst. Studien und Betrachtungen. Aus dem Engl. von Julius Zeitler. Leipzig: Seemann 1902.
- The Drawings of the Florentine Painters. 1903.
- North Italian Painters of the Renaissance. 1907.

deutsch: Die Oberitalienischen Maler der Renaissance. München: Wolff 1925.
- A Sienese Painter of the Franciscan Legend. 1910
- Seeing and Knowing. New York Graphic Society, 1953